# Vietteania pyrostrota
Vietteania pyrostrota är en fjärilsart som beskrevs av George Francis Hampson 1907. Vietteania pyrostrota ingår i släktet Vietteania och familjen nattflyn. Inga underarter finns listade i Catalogue of Life.